# الأولاد (مجلة)
مجلة الأولاد هي مجلة مصرية نصف شهرية، صدر العدد الأول منها عام 1922م، ليست هناك إشارة إلى الناشر أو اسم رئيس التحرير. توجه إلى سن من ستة أعوام إلى 16 عاماً، وهي تعتمد على قصص كرتونية مترجمة ومرسومة في مجلات أخرى عالمية، ليست هناك مقدمة ولا أسماء تحريرية، وتتسم المجلة بغرابة عناوين قصص الكرتون مثل «عبود وابنه بياضة واللي جرى له من ألعاب الرياضة» و«حاريتو وماريان ودقماقة ومعركة الثيران».
هناك صفحة أخبار مصورة مفيدة وألعاب تعتمد على المعلومات والتسالي. قطع المجلة 30×21سم، عدد صفحات الكرتون  7 صفحات من 8 صفحات. ليست هناك إشارة إلى المؤلف ولا الرسم، وليس هناك توقيع للرسام، والقصص مصاغة باللغة العامية والزجل الفكاهي، لا تحتوي المجلة أي ملاحق ولم تنشر المجلة صور القراء، ولا شعار للمجلة ولا تعتمد على الإعلانات وليست هناك مسابقات.
لا توجد إشارات عن المحررين هناك مقال في مؤخرة العدد بقلم حسن عبد الله، ثم هناك أسماء توضع على العروض المستفيضة للكتب، ومنها بسام سليت، بشار عبد الله، ليس في المجلة رسوم وإن كانت تتم الاستعانة بأغلفة رسمها آخرون على الكتب المنشورة لتوضع على غلاف المجلة، ليس هناك ملحق ولا تسالي أو مسابقات، ولا تنشر المجلة صوراً أو مساهمات للقراء، الشعار أنها مجلة تعنى بالإنتاج الثقافي والفني للطفل العربي، المجلة لا تباع وقد تعتمد على إعلانات الكتب من ناحية النشر، على المجلة هناك إشارة لبعض المحتويات